# Fætter BR
BR, tidligere BR-Legetøj og Fætter BR, er en dansk legetøjskæde, der er en del af Salling Group. Der er 31 butikker fordelt over det meste af Danmark.
Kæden blev oprindeligt etableret i 1963. Den voksede efterhånden til at blive en landsdækkende kæde med 77 butikker pr. 2018. Dertil kom 62 i Sverige, 16 i Norge, én på Færøerne, 26 i Finland og 11 i Tyskland. På det tidspunkt var kæden ejet af firmaet Top-Toy, der også drev Toys "R" Us i Norden. Den 28. december 2018 blev Top-Toy erklæret konkurs i Danmark, Sverige og Finland, da en rekonstruktion af firmaet måtte opgives efter et skuffende julesalg. De fleste af BR-butikkerne lukkede samme dag, mens resten havde sidste officielle åbningsdag den 31. december 2018. Enkelte butikker genåbnede dog 4. januar 2019, men de danske lukkede igen 10. januar 2019. De svenske og finske butikker lukkede efter et ophørsudsalg.
Efter konkursen blev det danske varelager og rettighederne til BR-navnet i Danmark solgt til Salling Group, men medarbejdere og butikker fulgte ikke med. Salling Group annoncerede efterfølgende, at de ville genetablere kæden med 26 butikker over hele Danmark. Den første butik åbnede på Vimmelskaftet i København 25. marts 2019, og resten fulgte frem til 8. maj 2019.

## Navnet
Da legetøjskæden blev etableret i 1963 blev den kaldt for BR-Legetøj efter stifteren Børge Rasmussen. På et tidspunkt efter at maskotten Fætter BR kom til i 1981, begyndte man at bruge det navn også om kæden i Danmark. I 2015 gik man imidlertid over til bare at kalde kæden for BR. De enkelte butikker var dog hele tiden registreret som P-enheder i Det Centrale Virksomhedsregister efter princippet BR-Legetøj Stednavn. Fætter BR-navnet levede til gengæld videre i den folkelige bevidsthed og blev benyttet flere gange i pressen efter konkursen i 2018. Salling Group, der genetablerer kæden i løbet af 2019, omtaler den konsekvent som BR.
Udenfor Danmark benyttedes navne på de lokale sprog: BR-Leksaker i Sverige, BR-Leker i Norge, BR-Lelut i Finland og BR-Spielwaren i Tyskland.

## Historie
Begyndelsen til BR-Legetøj var en kiosk i det nu nedrevne Skomagergade 27 i Roskilde, der blev overtaget af Edith og Børge Rasmussen i 1950. Kiosken solgte aviser, blade og papir- og festartikler, men det var kun op til jul, at der også var legetøj på hylderne. I 1961-1962 var sønnen Henrik Gjørup imidlertid på studietur til USA. I New Jersey besøgte han et dengang moderne indkøbscenter, noget der endnu ikke fandtes i Danmark. Her oplevede han detailkæder med en betydelig grad af selvbetjening, og hvor kunderne kunne se og røre ved varerne før køb. Hjemme i Danmark enedes han med sin bror Bjarne Gørup og deres far om at lave en dansk detailkæde.
På Henrik Gjørups spørgsmål om, hvad de skulle satse på, svarede Børge Rasmussen: "Legetøj til børn. Hvert år, når vi sælger legetøj i vores butik i Roskilde, oplever din mor og jeg den rene magi. Når et barn får et stykke legetøj i hånden, smiler han eller hun af glæde, og hvad er mere inspirerende."
Kiosken i Roskilde blev omdannet til en specialbutik for legetøj i 1963, og samme år åbnede den første filial i Slagelse. Navnet på den nye kæde blev BR-Legetøj efter Børge Rasmussen. I de følgende år voksede kæden. Da det første danske indkøbscenter, Rødovre Centrum, startede i 1966, åbnede BR-Legetøj sin hidtil største butik der. I det hele taget satsede man meget på at komme med i de indkøbscentre, der skød frem i de efterfølgende år. Der blev dog også åbnet butikker andre steder. København blev således indtaget med en butik på Købmagergade i 1969. I 1971 var man oppe på ti butikker på Sjælland, mens en ellevte åbnedes i Odense. I 1978 åbnede de første butikker i Jylland med nr. 17 i Vejle og nr. 18 i Esbjerg.
I 2018 forklarede en ekspert i dansk detailmarked, Brono Christensen, de første årtiers succes: "Før BR var danske legetøjsforretninger sådan nogle små moster-forretninger, der lå i en kælderbutik. Så kom BR og strømlinede det hele, professionaliserede branchen, og det hele kørte bare derudaf. De kom til at dominere den danske legetøjsbranche totalt."
Da de første tv-reklamer skulle vises i Danmark i 1981, hyrede Bjarne og Henrik Gjørup et reklamebureau til at designe en maskot til at repræsentere butikkerne med. I briefingen til reklamebureauet lød det: "Vi ser vores maskot som en rundkindet, glad, syvårig dreng, som elsker at lege og gøre børn glade. Vi ser ham som en blanding af Mickey Mouse og Kay Bojesens kendte, danske garder". Resultatet blev da også en dreng iført rød uniformsjakke, blå bukser og sort bjørneskindshue i stil med livgardens gallauniform. Der blev afholdt en konkurrence om et navn på figuren. Mere end 32.000 danske børn deltog i konkurrencen, og da de syntes bedst om Fætter BR, blev det navnet på figuren. Fætter BR blev efterfølgende brugt flittigt som både logo og figur i reklamerne. En særligt populær reklame, hvor han afløste den tilskadekomne Julemanden, blev vist i over 20 år.
Ved 25 års jubilæet i 1988 sad BR på 25 % af det danske legetøjsmarked. Man begyndte dog også at udvide udenfor det egentlige Danmark. I 1989 åbnedes den første og eneste BR på Færøerne, og 1990 åbnede den første svenske butik, BR-Leksaker, i Malmö. Norge kom til, da den første BR-Leker åbnede i Haugesund i 2003. I 2007 overtog man det etablerede kæde Salzmann Spielwaren i Nordtyskland og omdannede den til BR-Spielwaren. Den første webshop åbnede i 1999, men da kunderne endnu ikke var klar til at handle på internettet, blev den lukket ned tre-fire år senere. Webshoppen blev genåbnet i 2009 med noget større succes.
I 2015 solgte familien Gjørup 75% af Top-Toy, som BR nu var en del af, til kapitalfonden EQT til en pris på 1,7 mia. kr. På den tid var det imidlertid begyndt at gå ned ad bakke. Det var der flere årsager til. Børnene havde kastet sig over digitale spil og underholdning og legede ikke så længe med deres legetøj. Samtidig var meget handel gået over på internettet, samtidig med at supermarkederne solgte billigt legetøj, hvilket ikke mindst gik udover den vigtige julehandel. Men det havde også knebet for BR selv at få moderniseret. Desuden kom den forsinkede satsning på internettet også til at koste markedsandele.

### Konkurs
30. november 2018 fremlagde Top-Toy et årsregnskab med et driftsunderskud på 149 mio. kr. og et minus på bundlinjen på over to milliarder. Administrerende direktør Per Sigvardsson forklarede det med et dårligt julesalg i 2017 og problemer med indførelsen af et nyt IT-system. EQT ønskede imidlertid ikke længere at skyde kapital ind i virksomheden. Som følge heraf begærede virksomheden en rekonstruktion. Umiddelbart var det planen, at der skulle lukkes op mod 100 butikker i Norden og Tyskland efter jul. I Danmark ville 12 BR-butikker blive lukket, og 180 medarbejdere ville blive afskediget. Ugen efter blev det dog justeret til 10 BR-butikker landet over.
Julesalget 2018 svigtede imidlertid også, og det var ikke lykkedes for rekonstruktørerne at finde frem til en løsning. 28. december 2018 blev Top-Toy derfor erklæret konkurs. Over 2.000 medarbejdere blev afskediget, og ledelsen blev erstattet af kuratorer. De fleste BR- og Toys "R" Us-butikker i Danmark, Sverige og Finland blev lukket umiddelbart efter. Et mindre antal butikker, heraf 10 BR-butikker og 14 Toys "R" Us i Danmark, fortsatte dog frem til nytår. Her kunne kunderne fortsat købe nyt eller bytte varer, uanset hvilken af kæderne de oprindeligt var købt i. Indløsning af Fætter BR-mærker var derimod ikke længere muligt. Gavekort købt fra 30. november 2018 og frem kunne refunderes ved henvendelse til kuratorerne, mens folk med ældre gavekort måtte stille sig op i køen af kreditorer.
Efterfølgende kom nogle andre butikker kunderne til hjælp. Salling Groups supermarkedskæder Føtex og Bilka tilbød således at bytte varer købt i BR og Toys "R" Us i Danmark fra 2. til 31. januar 2019. Forudsætningen var dog, at tilsvarende varer fandtes i deres sortiment, og at kunderne fremviste kvitteringer eller byttemærker. Nogle lokale legetøjsbutikker tilbød også bytning. Indløsning af gavekort kunne de dog ikke hjælpe med.
For BR og Toys "R" Us' vedkommende var det planen at få det resterende legetøj solgt ved et udsalg i januar 2019. I første omgang genåbnede 64 butikker i Danmark, Sverige og Finland 4. januar 2019, herunder fem BR-butikker og alle 21 Toys "R" Us i Danmark, som forberedelse til det. De danske butikker blev imidlertid lukket igen allerede 10. januar 2019 og medarbejderne fritstillede. Desuden blev det planlagte udsalg i Danmark aflyst. Årsagen var at der foregik realitetsforhandlinger om at sælge hele eller dele af den danske del af Top-Toy, men til hvem blev ikke oplyst. Den mindre legetøjskæde Coolshop havde dog vist interesse i at overtage nogle af BR-butikkerne og varelagret fra konkursen. Ifølge forlydender i pressen var Salling Group og Coop Danmark også interesserede, men de afviste dog begge at kommentere rygterne.
17. januar 2019 oplyste Salling Group, at de havde indgået en aftale med Top-Toys kurator om at købe Top-Toys samlede danske varelager samt retten til BR-navnet og BR's mærker på det danske marked. Salling Groups administrerende direktør Per Bank omtalte det som en strategisk vigtig aftale, der sikrede at det fortsat var muligt at købe legetøj i fysiske butikker i hele landet. Hvad der skulle ske med BR-brandet på sigt var der ikke umiddelbart taget stilling til. Parterne ønskede ikke at oplyse købsprisen, men ifølge forlydenderne i pressen endte den efter en budkrig på ca. 180 mio. kr. for varelageret og ca. 25 mio. kr. for varemærket. Coolshop havde budt 65 mio. kr., men det var for lavt til at komme i betragtning. Det var dog uklart, hvor stort varelageret faktisk var ved konkursen. Det måtte dog antages, at der kun blev penge til det bankkonsortium bestående af Danske Bank, Nordea, Nykredit og Swedbank, der havde pant i varelageret.
Overtagelsen omfattede ikke medarbejderne, men Salling Group henviste til, at de selv havde 1.500 ledige jobs. Heraf var dog kun ca. 1.000 i Danmark, hvoraf ca. 60 % var målrettet unge under 18 år eller var elevpladser. Butikkerne fulgte med nogle undtagelser heller ikke med, men en række detailkæder og andre firmaer viste interesse i at overtage dem. Interessen omfattede dog typisk kun enkelte butikker. Afsætningen gik hurtigt, så allerede 23. januar 2019 var næsten alle lejemål enten genudlejet på vegne af konkursboet eller overtaget af de oprindelige udlejere.
De genåbnede svenske og finske butikker blev ikke berørt af den danske lukning og salg. Her afholdtes der i stedet ophørsudsalg med 50 % rabat fra 16. januar 2019 og så længe, der var relevante ting at sælge. Ophørsudsalget omfattede til at begynde med fem BR og 23 Toys "R" Us i Sverige samt to BR og otte Toys "R" Us i Finland. 24. januar 2019 blev det oplyst, at de sidste svenske BR-butikker var lukket, men at der fortsat var åbent i 20 svenske Toys "R" Us. Medio februar 2019 var status, at alle svenske og finske BR og Toys "R" Us var lukket.
De norske butikker tilhørte Top-Toys datterselskab Top-Toy Norge. De fortsatte med at have åbent til at begynde med men led i betydelig grad under manglende leveringer og støtte fra det danske hovedkontor. Imens blev der gjort forsøg på at sælge de norske aktiviteter som en samlet helhed. Men på trods af interesse fra flere sider lykkedes det ikke, så 24. januar 2019 indgav Top-Toy Norge en konkursbegæring. Efterfølgende fik en kurator til opgave at få solgt så meget fra som muligt. Den norske konkurs berørte 56 BR og Toys "R" Us og ca. 700 medarbejdere.

### Nyåbning
29. januar 2019 annoncerede Salling Group, at de ville åbne 25 nye BR-butikker rundt om i Danmark i løbet af foråret. Det kunne være steder, hvor der tidligere havde været legetøjsbutikker, men det kunne også være nye. Tiltaget skulle ses i lyset af, at BR var og er et stærkt brand og noget, som mange danskere gerne ville holde liv i. Salling Groups administrerende direktør Per Bank udtalte endvidere at "Med en landsdækkende BR-kæde og en stærk webshop sikrer vi, at der fremover bliver et univers, hvor man kan købe legetøj. Det ligger os meget på sinde, at børn fortsat kan have gode oplevelser med legetøj i fysiske butikker, og at legetøj forbliver en del af danskernes hverdag." I de byer der ikke fik en ny BR-butik ville Salling Group skrue op for legetøjet i Bilka og Føtex, så der ville komme støre udvalg og mere fokus på legetøjsafdelingerne.
Antallet af butikker voksede efterfølgende til 26. Stederne for de første 15 blev offentliggjort 20. februar 2019, og 26. februar fulgte så de sidste 11. Nogle af butikkerne var de samme som før. For eksempel blev der allerede 8. februar sat en sticker op på BR i Algade i Aalborg, hvor Fætter BR sagde, at han snart var tilbage. Andre steder blev tidligere Toys "R" Us omdannet til BR, for eksempel i Rødovre. Til brug for de 26 butikker skulle der ansættes cirka 300 medarbejdere. Den nye chef for BR blev Charlotte From, der blev hentet internt i Salling Group. Hun kunne allerede i begyndelsen af marts glæde sig over, at der var kommet over 3.000 uopfordrede ansøgninger fra både tidligere BR-medarbejdere og andre steder. Hun oplyste samtidig, at de første BR-butikker ville åbne i slutningen af marts, mens resten ville følge efter i hurtig rækkefølge.
Den første butik i den genåbnede kæde blev den eksisterende BR-butik på Vimmelskaftet 45 i København. Den blev åbnet ved et arrangement med pressemøde, snoreklipning og gaver til de første børn 25. marts 2019. De øvrige 25 butikker fulgte efter i hurtig rækkefølge, idet der stort set åbnede en butik på alle hverdage i de efterfølgende uger. Den 26. og foreløbigt sidste butik åbnede i Rosengårdcentret i Odense 8. maj 2019.
I mellemtiden nød andre butikker godt af BR's fravær. I begyndelsen af marts 2019 foretog DR en rundspørge til en lang række legetøjsbutikker, der viste at de havde haft væsentligt fremgang i antal kunder og omsætning sammenlignet med året før. Hos Legekæden havde nogle butikker endda været oppe at sælge 2½ gang så meget som året før. Forholdet måtte dog forventes at ændre sig, efterhånden som BR genåbnede. Men da det skete i noget mindre omfang end før, var der en del steder, som de ikke kom til at dække.

## Butikker
Oversigten nedenfor omfatter de 30 steder i Danmark, hvor der er åbnet eller genåbnet BR-butikker siden foråret 2019. Efter planen åbner butik nr. 31 i Nyborg i foråret 2025.
| Region             | Antal | By |
| ------------------ | ----- | --- |
| Region Hovedstaden | 8     | Hillerød (Slotsarkaderne), København (Fields, Fisketorvet, Vimmelskaftet), Frederiksberg, Rødovre, Taastrup, Gentofte |
| Region Sjælland    | 6     | Holbæk, Nykøbing Falster (Guldborgsundcentret), Næstved, Roskilde (Ro's Torv), Slagelse, Hundige (Waves)              |
| Region Syddanmark  | 5     | Esbjerg, Kolding, Odense (Rosengårdcentret), Sønderborg, Vejle                                                        |
| Region Midtjylland | 7     | Herning, Holstebro, Horsens, Randers, Viborg, Aarhus (Bruuns Galleri, Tilst, Storcenter Nord)                         |
| Region Nordjylland | 3     | Hjørring, Aalborg (Algade, Løven)                                                                                     |

### Butikker før konkursen
Denne oversigt omfatter BR's butikker i Danmark pr. 15. juli 2018, det vil sige før konkursen. Butikkerne var under TOP-TOY delt op med filialnumre, som alle startede med 21XX. Eksempelvis var BR i Charlottenlund filial 2154.
| Region             | Antal | By |
| ------------------ | ----- | --- |
| Region Hovedstaden | 30    | Ballerup, Charlottenlund, Farum, Frederiksberg, Frederikssund, Glostrup, Hellerup, Helsinge, Helsingør, Herlev, Hillerød, Hvidovre, Hørsholm, København (Amagercentret, Bremerholm, Fisketorvet, Magasin du Nord, Nørrebro Bycenter, Nørrebrogade, Vesterbrogade, Valby, Vanløse, Vimmelskaftet, Østerbrogade), Lyngby (Lyngby Storcenter, Magasin du Nord), Rødovre, Rønne, Søborg, Taastrup |
| Region Sjælland    | 11    | Holbæk, Hundige, Kalundborg, Køge, Nakskov, Næstved, Nykøbing Falster (gågaden), Ringsted, Roskilde (Ro's Torv, Skomagergade), Slagelse |
| Region Syddanmark  | 15    | Esbjerg (Broen, Kongensgade), Fredericia, Haderslev, Kolding (Helligkorsgade, Kolding Storcenter), Middelfart, Odense (Kongensgade, Rosengårdcentret, Tarup Center), Svendborg, Sønderborg, Tønder, Vejle, Aabenraa |
| Region Midtjylland | 16    | Grenaa, Herning, Holstebro, Horsens, Randers (Midtbyen, Randers Storcenter), Silkeborg, Skanderborg, Skive, Viborg, Aarhus (Bruuns Galleri, City Vest, Magasin du Nord, Storcenter Nord, Strøget (Søndergade)) |
| Region Nordjylland | 7     | Frederikshavn, Hjørring, Hobro, Nykøbing Mors, Thisted, Aalborg (Algade, Aalborg Storcenter) |